# قائمة مواقع التراث العالمي في الدول العربية

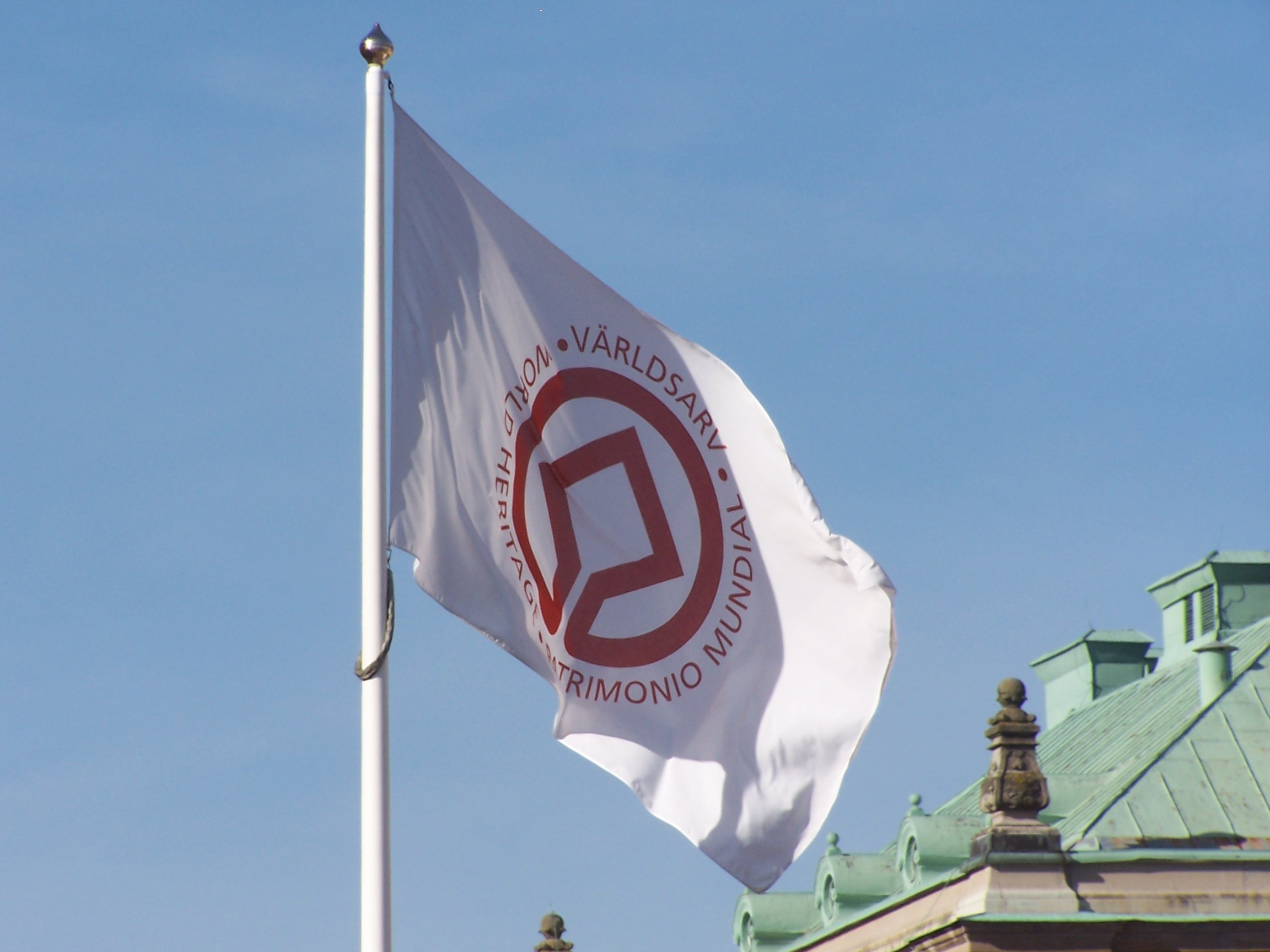
علم موقع تراث عالمي

مواقع التراث العالمي هي معالم تقوم لجنة التراث العالمي في اليونسكو بترشيحها لتُدرج ضمن برنامج مواقع التراث الدولية التي تديره اليونسكو. هذه المعالم قد تكون طبيعية، كالغابات وسلاسل الجبال، وقد تكون من صنع الإنسان، كالبنايات والمدن، وقد تكون مختلطة.
هنالِكَ العديد من المواقع في الدول العربيَّة مسجلة ضمن قائمة اليونسكو لمواقع التراث العالمي. حيث تتوزع الدول العربية في قارتي إفريقيا وآسيا. وقد بلغ مجموع المواقع المدرجة نحو 84 موقعاً في عام 2023، احتلت المغرب النصيب الأكبر من مواقع التراث برصيد 9 مواقع، كما أُضيفت بعض المواقع مؤخراً مثل موقع الزبارة الأثري في قطر عام 2013، وفي سنة 2014 سُجلت كل من جدة التاريخية في السعودية، ومدرجات بتير في فلسطين، وقلعة أربيل في كردستان العراق. وأُضيفت أهوار العراق عام 2016. وبابل عام 2019 كموقعٍ ثقاقي وحضاري، ومملكة سبأ - مأرب عام 2023، وآخرها كان قرية الفاو الأثرية في السعودية عام 2024. توجد عدد من المواقع المهددة بالخطر وتحديداً في مصر وفلسطين والعراق واليمن بالإضافة إلى جميع المواقع في سوريا بسبب الحرب، كما أُضيفت جميع مواقع التراث العالمي في ليبيا إلى قائمة الخطر بسبب الأوضاع في البلاد، وذلك في اجتماع لجنة التراث العالمي الأربعين الذي عقد في تركيا في تموز (يوليو) 2017.

## القائمة
هنا قائمة بمواقع التراث العالمي في الدول العربية التي تم ترتيبها أبجدياً، أما المواقع فهي مرتبة في الدول على حسب تاريخ إدراجها في قائمة مواقع التراث العالمي (اليونسكو) وهي كالتالي:
| الصورة                               | الاسم | الموقع | النوع           | الرقم | سنة التسجيل | ملاحظات |
| ------------------------------------ | --- | --- | --------------- | ----- | ----------- | --- |
| الأردن (7 مواقع)                     | | |                 |       |             | |
|                                      | البترا | محافظة معان30°19′50″N 35°26′36″E / 30.33056°N 35.44333°E | ثقافي           | 326   | 1985        | مدينة أثرية وتاريخية تشتهر بعمارتها المنحوتة بالصخور ونظام قنوات جر المياه القديمة. اُطلق عليها قديما اسم "سلع". كا سُميت بـ "المدينة الوردية" نسبة لألوان صخورها الملتوية. |
|                                      | قُصَير عمرة                                                                                                   | محافظة الزرقاء 31°48′7″N 36°35′9″E / 31.80194°N 36.58583°E | ثقافي           | 327   | 1985        | شيد القصر في عهد الخليفة الوليد بن عبد الملك، وقد تم تنفيذ الرسوم التي يتميز بها القصر عن طريق إكساء الجدران بطبقة من الجص ومن ثم الرسم بالألوان المائية. |
|                                      | أم الرصاص                                                                                                   | محافظة مادبا 31°30′6″N 35°55′14″E / 31.50167°N 35.92056°E | ثقافي           | 1093  | 2004        | مدينة تاريخية، اُطلق عليها اسم "كاسرتون ميفعة" كما ورد في نص باللغة اليونانية ضمن فسيفساء تعود إلى العصر الأموي. أسسها الرومان كمعسكرات في البدء من أجل تثبيت النفوذ وحماية طرق التجارة. |
|                                      | محمية وادي رم الطبيعية                                                                                      | محافظة العقبة 29°38′N 35°26′E / 29.633°N 35.433°E | مختلط           | 1377  | 2011        | وادي سياحي يقع منطقة حسمى في جنوب الأردن. يمتاز بوجود الجبال الشاهقة نسبيا فيه، ففيه أعلى القمم الجبلية في جنوب بلاد الشام وهما: جبل أم الدامي وجبل رام. وقد عُثِر في الموقع على 000 25 منحوتة صخرية و000 20 نقش على الصخور. |
|                                      | المغطس | محافظة البلقاء | ثقافي           | 1446  | 2015        | المغطس (وفقا للديانة المسيحية) هو المكان الذي تعمد به السيد المسيح على يد يوحنا المعمدان. وافقت لجنة التراث العالمي التابعة لليونسكو بعد ظهر الثالث من تموز (يوليو) 2015 على إدراج هذا الموقع الثقافي على قائمة التراث العالمي تحت مسمى "موقع المعمودية "بيت عنيا عبر الأردن" (المغطس) |
|                                      | السلط | محافظة البلقاء 32°02′21″N 35°43′33″E / 32.03917°N 35.72583°E | ثقافي           | 689   | 2021        | يشتمل قلب الموقع الحضري للسلط على ما يقرب من 650 معلمًا تاريخيًا مهمًا يعرض مزيجًا من الفن الحديث الأوروبي جنبًا إلى جنب مع الأسلوب المعماري المحلي. كما يعبّر التراث اللامادي للمدينة عن التسامح بين المسلمين والمسيحيين الذين طوروا تقاليد الضيافة فيها. |
|                                      | أم الجمال                                                                                                   | محافظة المفرق 32°19′39″N 36°22′02″E / 32.32750°N 36.36722°E | ثقافي           | 1721  | 2024        | تقع أم الجمال القديمة في سهل حوران الجنوبي، ضمن منطقة البادية في شمال الأردن، وهو سهل من البازلت نشأ عن ثورات بركانيّة ما قبل التاريخ من منحدرات جبل العرب وعلى الطريق الروماني ترايانا نوفا الذي بُني خلال حكم الامبراطور تراجان، وتضم آثارًا نبطيّة ورومانيّة وبيزنطيّة وأمويّة. |
| الإمارات العربية المتحدة (موقع واحد) | | |                 |       |             | |
|                                      | مواقع العين الثقافية: حفيت، هيلي، بدع بنت سعود ومناطق الواحات                                               | إمارة أبو ظبي 24°4′4″N 55°48′23″E / 24.06778°N 55.80639°E | ثقافي           | 1343  | 2011        | فيها آثار لقبور من الحجارة الدائرية تعود إلى 2500 سنة ق. م، وبها أيضاً آبار ومجموعة أبنية صنعت من الطوب الطيني. كما أن هيلي تحتوي على واحد من أقدم نظم الري يسمى الفلج. |
| البحرين (3 مواقع)                    | | |                 |       |             | |
|                                      | قلعة البحرين - مرفأ قديم وعاصمة دلمون                                                                       | المحافظة الشمالية 26°13′59″N 50°31′20″E / 26.23306°N 50.52222°E | ثقافي           | 1192  | 2005        | بنيت هذه القلعة من قبل حكام عرب محليين في القرن الرابع عشر الميلادي على مباني تعود لفترات مختلفة وتتكون من أربعة أبراج دائرية في كل زاوية برج وبعض الغرف الخاصة بالذخيرة والغرف الخاصة بالجند. |
|                                      | مسار اللؤلؤ                                                                                                 | المحرق 26°14′28″N 50°36′48″E / 26.24111°N 50.61333°E | ثقافي           | 1364  | 2012        | يتكون الموقع من سبعة عشر مبنى من مساكن للتجار الأثرياء القدماء ومحلات تجارية ومخازن ومسجد. ويوضح صفة التجارة شكل كل من الاقتصاد والهوية الثقافية للمجتمع في الجزيرة من القرن الثاني وحتى القرن العشرين الميلادي. |
|                                      | مدافن دلمون الأثرية                                                                                         | البحرين | ثقافي           | 1542  | 2019        | مدافن دلمون تتألف من "21 موقعا أثرياً تقع في الجزء الغربي من جزيرة البحرين"، كما أن ستة من هذه المواقع عبارة عن "مقابر تتألف من عشرات إلى عدة آلاف من المدافن، ويبلغ إجمالي عددها 11774 قبرا تتخذ شكل أبراج أسطوانية منخفضة". |
| الجزائر (7 مواقع)                    | | |                 |       |             | |
|                                      | قلعة بني حماد                                                                                               | ولاية المسيلة 35°48′50″N 4°47′36″E / 35.81389°N 4.79333°E | ثقافي           | 102   | 1980        | يعود تاريخ إنجاز وبناء قلعة بني حماد إلى سنة 1007 إلى 1008 م على يد حماد بن بلكين، وتعد أحد معالم الدولة الإسلامية بالجزائر وتعتبر امتدادا لدولة حماد بن بلكين. |
|                                      | طاسيلي ناجر                                                                                                 | ولاية إليزي وولاية تمنراست 26°20′N 5°00′E / 26.333°N 5.000°E | مختلط           | 179   | 1982        | تتكون كهوف طاسيلي من صخور بركانية ورملية تعرف بـ "الغابات الحجرية". وتوجد الكهوف فوق هضبة مرتفعة يجاورها جرف عميق، وتحتوي جدران الكهوف على مجموعة من النقوش التي تعود لحضارة قديمة. |
|                                      | وادي مزاب                                                                                                   | ولاية غرداية 32°29′14″N 3°40′53″E / 32.48722°N 3.68139°E | ثقافي           | 188   | 1982        | تأسس في القرن العاشر الميلادي على يد الأباظيين حول مبانيهم التي تم تصميمها بشكل هندسي معماري بسيط وعملي لتكون متكيّفة مع البيئة من حولها. |
|                                      | جيميلة | ولاية سطيف 36°18′N 5°44′E / 36.300°N 5.733°E | ثقافي           | 191   | 1982        | جميلة أو سويكول تقع على ارتفاع 900 م فوق سطح البحر، وتحتوي على ساحات وهياكل وكنائس وأقواس ومنازل على الطراز الروماني. |
|                                      | تيبازة | ولاية تيبازة 36°35′N 2°26′E / 36.583°N 2.433°E | ثقافي           | 193   | 1982        | مركز تجاري قديم، احتلّها الرومان ليجعلوها قاعدة استراتيجية بغرض فتح الممالك الموريتانية. كما أنها تشمل عدداً من الآثار الفينيقية والرومانية والبيزنطية والمسيحية القديمة. |
|                                      | تيمقاد | ولاية باتنة 35°29′03″N 6°28′07″E / 35.484237°N 6.468666°E | ثقافي           | 194   | 1982        | نشأت عام 100 م على يد الأمبراطور تراجان كمستوطنة عسكرية. لها فناء مربع وتصميمها قائم على الأعمدة التي يشرف عليها الكاردو والديكومانوس وهما الطريقان الرئيسيان اللذان يعبران المدينة. |
|                                      | قصبة الجزائر                                                                                                | ولاية الجزائر 36°47′0″N 3°3′37″E / 36.78333°N 3.06028°E | ثقافي           | 565   | 1992        | تشرف القصبة على الجزر الصغيرة حيث تمّ إنشاء مركز تجاري منذ القرن الرابع ق. م. وهي تضم بقايا قلعة ومساجد قديمة وقصور عثمانية، بالإضافة إلى بنية حضرية تقليدية. |
| السعودية (8 مواقع)                   | | |                 |       |             | |
|                                      | الحجر (مدائن صالح)                                                                                          | منطقة المدينة المنورة 26°47′1″N 37°57′18″E / 26.78361°N 37.95500°E | ثقافي           | 1293  | 2008        | كانت عاصمة مملكة الأنباط الجنوبية في شمال الجزيرة العربية والحجر اسم ديار ثمود. الموقع يضم مقابر ضخمة، تعود إلى القرن الأول ق. م. كما يشتمل على حوالي 50 نقشاً تعود لتلك الفترة، وعدداً من رسوم الكهوف. |
|                                      | حي الطريف في الدرعية                                                                                        | منطقة الرياض 24°44′3″N 46°34′21″E / 24.73417°N 46.57250°E | ثقافي           | 1329  | 2010        | تتوزع مساكنها على ضفاف وادي حنيفة وروافده، ويلفها سورها القديم بتحصيناته وأبراجه الطينية، وقد كانت الدرعية تمثل أول عاصمة لأسرة آل سعود. |
|                                      | جدة التاريخية                                                                                               | منطقة مكة المكرمة 21°29′N 39°12′E / 21.483°N 39.200°E | ثقافي           | 1361  | 2014        | جدة التاريخية (البلد) تقع وسط مدينة جدة، وتضم عدداً من المعالم والمباني الأثرية والتراثية، مثل سور جدة وحاراتها التاريخية، كما يوجد بها عدد من المساجد التاريخية. |
|                                      | الفنون الصخرية في منطقة حائل (جبة والشويمس)                                                                 | منطقة حائل 28°00′N 40°54′E / 28.000°N 40.900°E | ثقافي           | 1472  | 2015        | الفنون الصخرية في منطقة حائل تشمل رسومات جبل أم سنمان في جبة وراط والمنجور في الشويمس. منطقة جبل أم سنمان كانت بحيرة في وقت سابق وترك سكانها العديد من النقوش حول حياتهم، أما راط والمنجور فكانا واديين والنقوش فيهما تظهر رسوماً لبشرٍ وحيوانات يعود عمرها لعشرة آلاف عام. |
|                                      | واحة الأحساء                                                                                                | المنطقة الشرقية 25°24′7″N 49°37′50″E / 25.40194°N 49.63056°E | ثقافي           | 1563  | 2018        | تقع الواحة في محافظة الأحساء وتنمو فيها أكثر من مليون ونصف نخلة، وتعد أكبر واحة نخيل محاطة بالرمال في العالم. تقام بجوارها أعمال زراعية واسعة لوفرة المياه والعيون العذبة. يشتمل الموقع على عدة معالم وهي:مسجد جواثى، قصر إبراهيم، قصر صاهود، قصر محيرس، قصر أبو جلال، ميناء العقير، جبل قارَة، سوق القيصرية. |
|                                      | منطقة حمى الثقافية                                                                                          | منطقة نجران 18°14′55″N 44°27′06″E / 18.24861°N 44.45167°E | ثقافي           | 1619  | 2021        | تعد المنطقة من أبرز المواقع التي تتضمن رسوم ونقوش صخرية تعود لعصور ما قبل التاريخ، حيث تضم رسوم آدمية وأخرى حيوانية إلى جانب كتابات بالثمودية والمسند الجنوبي والخط الكوفي. كما تضم مواقع تعود لحضارات مختلفة وتمثل ركامات لمقابر وإنشاءات حجرية دائرية. كما عثر على نقوش صخرية يمتد تاريخها من الألفية السابعة قبل الميلاد وحتى الألفية الأولى قبل الميلاد. |
|                                      | محمية عروق بني معارض                                                                                        | منطقة نجران منطقة الرياض | طبيعي           | 1699  | 2023        | تقع على الطرف الغربي من صحراء الربع الخالي وتعد محمية طبيعية وقد حُددت كمنطقة نباتية مهمة، وقد سُجل بها 106 أنواع من النباتات؛ منها الأرطاة العربية والسعدية إلى جانب نباتات قزمية وغيرها. كانت المحمية موطناً للمها العربي قبل انقراضه من البرية، وقد أعيد إدخال المها إليها بالإضافة إلى قطعان من غزلان الريم والجبل والنعام، وغيرها. كما سُجل بها 104 أنواع من الطيور بينما يستوطن نحو 16 نوعاً فقط مثل نسر أذون وعقاب صرارة. |
|                                      | المنظر الثقافي لمنطقة الفاو الأثرية                                                                         | منطقة الرياض | ثقافي           | 1712  | 2024        | كانت قرية الفاو بمثابة عاصمة لمملكة كندة في شبه الجزيرة العربية لأكثر من خمسة قرون، حيث كانت مركزاً تجارياً مهماً، كما كانت تضم العديد من المساكن والمخازن والحوانيت، وبها أكثر من 17 بئر ماء. يضم الموقع حالياً العديد من المعالم الأثرية، كالتلال الأثرية المنتشرة في الموقع والقصر والسوق بالإضافة إلى مجموعة من المجسمات البرونزية وقطع أثرية أخرى عُثر عليها بالموقع، وكذلك المقابر المتنوعة في أشكالها، كما يحتوي الموقع على كتابات وجدت بالحرف الجنوبي المسند. |
| السودان (3 مواقع)                    | | |                 |       |             | |
|                                      | جبل البركل ومواقع المنطقة النوبية                                                                           | ولاية الشمالية 18°32′12″N 31°49′42″E / 18.53667°N 31.82833°E | ثقافي           | 1073  | 2003        | خمسة مواقع أثرية ذات مساحة يفوق طولها 60 كم في وادي النيل. تحتوي على آثار تعود إلى دولة كوش الثانية، تتضمن قبوراً مزوّدة بأهرام بالإضافة إلى معابد وأبنية. وقد ارتبط الجبل قديماً ارتباطاً وثيقاً بالتقاليد الدينية. |
|                                      | المواقع الأثرية في جزيرة مروي                                                                               | ولاية نهر النيل 16°56′N 33°45′E / 16.94°N 33.75°E | ثقافي           | 1336  | 2011        | كانت مروي العاصمة الشمالية لمملكة نبتة - مروي، امتد عمرها من العام 800 ق. م - 350 م، وقد كشفت الأبحاث الأثرية أدلة تعود لحقبة نبتة. |
|                                      | المحمية البحرية القومية لسنجانب والحديقة البحرية القومية لخليج المحمية القومية في خليج دونقناب وجزيرة مكوار | ولاية البحر الأحمر، السودان 19°44′10″N 37°26′35″E / 19.73611°N 37.44306°E | طبيعي           | 262   | 2016        | يضم الموقع منطقتين منفصلتين. الأولى هي سنجانب والتي تعد تجمعا للشعاب المرجانيّة المعزولة ويقع وسط البحر الأحمر حيث يعد هذا الموقع الجزيرة المرجانية الوحيدة في هذا البحر على بعد 25 كم من السواحل السودانيّة. أما المنطقة الثانية فهي خليج جزيرة دنقناب وجزيرة مكوار. وتقع هاتان الجزيرتان على بعد 125 كم شمال مدينة بورتسودان وفيهما مجموعة متنوّعة من الشعاب المرجانيّة ونباتات أيكة ساحلية والأعشاب البحريّة والشواطئ والجزر. ويقطن في هاتين المنطقتين مجموعة من الطيور والثديات البحرية بالإضافة إلى أسماك القرش وشيطان البحر والسلاحف. كما يعد خليج جزيرة دنقناب مسكناً مهمّاً لحيوان الأطوم البحري. |
| العراق (6 مواقع)                     | | |                 |       |             | |
|                                      | مملكة الحضر                                                                                                 | محافظة نينوى 35°35′17″N 42°43′6″E / 35.58806°N 42.71833°E | ثقافي           | 277   | 1985        | مهددة بالخطر منذ العام 2015. كان سكان الحضر وثنيين يعبدون آلهة عدة منها اللات وشمش، أطلق الحضريون كلمة (شمش) ليعنوا بها الحقيقة المطلقة، ونعتوا الشمس بالإله الأكبر وقد تخيلوه على هيئة كهل عاقل كما توضح رسومهم على أقواس واسكفات في المعبد الكبير. |
|                                      | آشور (القلعة الشرقية)                                                                                       | محافظة صلاح الدين 35°27′32″N 43°15′35″E / 35.45889°N 43.25972°E | ثقافي           | 1130  | 2003        | مهددة بالخطر منذ العام 2003 |
|                                      | مدينة سامراء الأثرية                                                                                        | محافظة صلاح الدين 34°20′28″N 43°49′25″E / 34.34111°N 43.82361°E | ثقافي           | 276   | 2007        | مهددة بالخطر منذ العام 2007 |
|                                      | قلعة أربيل                                                                                                  | محافظة أربيل 36°11′28″N 44°00′32″E / 36.191°N 44.009°E | ثقافي           | 1437  | 2014        | تقع في وسط مدينة أربيل في كردستان العراق يعود تاريخها إلى عصر الآشوريين. بنيت لأغراض دفاعية حيث كانت تعد حصناً منيعاً لمدينة أربيل في تلك الحقبة الزمنية. وكانت قلعة أربيل عند إنشائها تضم المدينة بالكامل. |
|                                      | أهوار العراق                                                                                                | محافظة ذي قار محافظة ميسان محافظة البصرة محافظة المثنى | طبيعي وثقافي    | 1481  | 2016        | هي مجموعة المسطحات المائية التي تغطي الاراضي المنخفضة الواقعة في جنوبي السهل الرسوبي العراقي، وتكون على شكل مثلث تقع مدن مدينة والناصرية والبصرة على رؤوسه. وتتسع مساحة الاراضي المغطاة بالمياه وقت الفيضان في اواخر الشتاء وخلال الربيع وتتقلص أيام الصيهود. |
|                                      | بابل | محافظة بابل | ثقافي           |       | 2019        | عاصمة حمورابي السابقة؛ تطوّرت بابل لتصبح أكبر منطقة مأهولة في منطقة ما بين النهرين في عهد نبوخذ نصر الثاني.، اشتهرت بابل بالحدائق المعلقة إحدى عجائب الدنيا السبع القديمة. يقع موقع بابل الأثري على بعد 85 كيلومتراً من بغداد، ويتكون من آثار المدينة التي كانت مركز الإمبراطورية البابلية الحديثة، بين عامي 626 و539 قبل الميلاد، إلى جانب عدد من القرى والمناطق الزراعية المحيطة بالمدينة القديمة |
| المغرب (9 مواقع)                     | | |                 |       |             | |
|                                      | مدينة فاس القديمة                                                                                           | فاس 34°03′40″N 04°58′40″W / 34.06111°N 4.97778°W | ثقافي           | 170   | 1981        | تأسّست في القرن التاسع وبها أقدم جامعة في العالم. كان عصرها الذهبي في القرنَيْن الثالث عشر والرابع عشر تحت حكم المرينيّين، أصبحت عاصمة بدلاً من مراكش. وتحتوي على على عدد من المباني والينابيع. |
|                                      | مدينة مراكش                                                                                                 | مراكش تانسيفت الحوز 31°38′N 8°0′W / 31.633°N 8.000°W | ثقافي           | 331   | 1985        | أنشأها المرابطون بين 1070 - 1072م وبقيت لفترةٍ طويلةٍ كمركز هام، بها عدد من المباني والحدائق تعود إلى تلك الحقبة منها مسجد الكتُبية والقصبة والأسوار والبوّابات الأثريّة. بالإضافة إلى مبان أنشئت لاحقاً. |
|                                      | قصر آيت بن حدو                                                                                              | إقليم ورززات 31°03′N 7°08′W / 31.050°N 7.133°W | ثقافي           | 444   | 1987        | هو عبارة عن مجموعةٍ من الأبنية المصنوعة من الطين محاطة بأسوار دفاعيّة معزَّزة بأبراجٍ داعمة. ويشكّل قصر آيت بن حدو نموذجاً للهندسة المعماريّة في جنوب المغرب. |
|                                      | مدينة مكناس التاريخيّة                                                                                       | مكناس تافيلالت 33°53′42″N 5°33′17″W / 33.89500°N 5.55472°W | ثقافي           | 793   | 1996        | أسَّسها المرابطون في القرن الحادي عشر لتكون مقرا عسكريًا. لكنّها أصبحت عاصمة تحت حكم المولى إسماعيل فجعلها على الأسلوب الإسباني المغربي، فأحاطها بأسوار عالية تخترقها بواباتٌ أثريّة. |
|                                      | موقع وليلي الاثري                                                                                           | مكناس تافيلالت 34°04′16″N 5°33′13″W / 34.07111°N 5.55361°W | ثقافي           | 836   | 1997        | تأسَّست في القرن الثالث ق.م. وكانت لها أهمية كبيرة في فترة الإمبراطورية الرومانية ثم أصبحت فيما بعد ولفترة قصيرة عاصمة إدريس الاول مؤسس حكم الأدارسة. |
|                                      | مدينة تطوان (قديمًا تيطاوين)                                                                                 | طنجة تطوان 35°34′N 5°22′W / 35.567°N 5.367°W | ثقافي           | 837   | 1997        | كانت لها أهمية في الحقبة الإسلامية منذ القرن الثامن بصفتها حلقة وصل بين المغرب والأندلس. ومبانيها تتميز كونها ذات هندسة معماريّة بتأثيرات أندلسية واضحة. |
|                                      | مدينة الصويرة (قديمًا موغادور)                                                                               | مراكش تانسيفت الحوز 31°30′47″N 9°46′11″W / 31.51306°N 9.76972°W | ثقافي           | 753   | 2001        | مدينة محصنة تعود إلى نهاية القرن الثامن عشر. بُنيت وفقًا لمبادئ الهندسة المعمارية العسكرية الأوروبية التي كانت سائدةً في ذلك الوقت. أهميتها كانت كونها مرفأ تجاري يربط المغرب وداخل البلاد الصحراوية بأوروبا وباقي العالم. |
|                                      | مدينة مازاكان البرتغالية (الجديدة)                                                                          | دكالة عبدة 33°14′N 8°30′W / 33.233°N 8.500°W | ثقافي           | 1058  | 2004        | عبارة عن تحصينات تم إنشاؤها كمستعمرة على الساحل الأطلسي في بداية القرن السادس عشر. ومن المباني البرتغالية التي لا تزال حتى الآن هي الحوض وكنيسة الصعود المبنية بحسب الأسلوب المنويلي. |
|                                      | الرباط، العاصمة الحديثة ومدينة تاريخية: تراث مشترك                                                          | الرباط سلا زمور زعير 34°02′N 6°50′W / 34.033°N 6.833°W | ثقافي           | 1401  | 2012        | يوجد بالمدينة بابَيْ "الرواح" و"الأوداية" اللذان يقعان في الجانب الغربي من السور، ويتميزان بهندستهما المعمارية وزخارفهما المشبّكة وأفاريزهما المنقوشة بعبارات كتبت بالخط الكوفي، يعتبران من الإنجازات المتميزة للفن الموحدي في أوج ازدهاره. |
| اليمن (5 مواقع)                      | | |                 |       |             | |
|                                      | مدينة شبام القديمة وسورها                                                                                   | محافظة حضرموت 15°55′37″N 48°37′36″E / 15.92694°N 48.62667°E | ثقافي           | 192   | 1982        | تعود مباني المدينة إلى القرن السادس عشر الميلادي وتعد إحدى أقدم النماذج للتنظيم المدني الدقيق المرتكز على مبدأ البناء المرتفع حيث أنها تحتوي على مباني برجية شاهقة منبثقة من الصخور. |
|                                      | مدينة صنعاء القديمة                                                                                         | صنعاء 15°21′20″N 44°12′29″E / 15.35556°N 44.20806°E | ثقافي           | 385   | 1986        | مدينة قديمة مأهولة من القرن الخامس ق.م على الأقل، وبها مبان بنيت قبل القرن الحادي عشر الميلادي. في القرن الأول للميلاد أصبحت عاصمة مؤقتة لمملكة سبأ |
|                                      | حاضرة زبيد التاريخية                                                                                        | محافظة الحديدة 14°11′53″N 43°19′48″E / 14.19806°N 43.33000°E | ثقافي           | 611   | 1993        | مهددة بالخطر منذ العام 2000 |
|                                      | أرخبيل سقطرى                                                                                                | محافظة أرخبيل سقطرى 12°30′N 53°50′E / 12.500°N 53.833°E | طبيعي           | 1263  | 2008        | أرخبيل يمني مكون من أربع جزر على المحيط الهندي قبالة سواحل القرن الأفريقي 350 كم جنوب شبه الجزيرة العربية، هناك استيطان حيوي فريد ومميز على الجزيرة بسبب إنعزالها. |
|                                      | معالم مملكة سبأ - مأرب                                                                                      | محافظة مأرب 15°42′6″N 45°34′31″E / 15.70167°N 45.57528°E | ثقافي           | 1700  | 2023        | معالم مملكة سبأ هي مواقع أثرية قديمة من حضارة مملكة سبأ التي سيطرت على جزء كبير من طريق البخور عبر شبه الجزيرة العربية. تقع المعالم في محافظة مأرب وتضم سبعة مواقع من ضمنها مدينة مأرب القديمة، ومعبد أوام ومعبد بران ومدينة صرواح القديمة. |
| تونس (8 مواقع)                       | | |                 |       |             | |
|                                      | مدينة تونس القديمة                                                                                          | ولاية تونس 36°48′0″N 10°10′12″E / 36.80000°N 10.17000°E | ثقافي           | 36    | 1979        | اعتبرت تونس في فترة حكم المهديين والحفصيين منذ القرن الثاني عشر ولغاية السادس عشر إحدى أهم مدن العالم الإسلامي. وتتضمن 700 موقع من قصور ومساجد وأضرحة ومدارس وموارد مياه. |
|                                      | موقع قرطاج الأثري                                                                                           | ولاية تونس 36°51′11″N 10°19′23″E / 36.85306°N 10.32306°E | ثقافي           | 37    | 1979        | تأسست في القرن التاسع قبل الميلاد عند خليج تونس ثم تحولت منذ القرن السادس إلى إمبراطورية تجارية وقد شكلت مركزاً تجارياً. دمرت نهائياً عام 146 ق. م، فقامت على أنقاضها قرطاج ثانية رومانية. |
|                                      | مدرج الجم الروماني                                                                                          | ولاية المهدية 35°18′N 10°43′E / 35.300°N 10.717°E | ثقافي           | 38    | 1979        | هو مدرّج يتسع لما يعادل 35000 مشاهد يعود إنشاؤه إلى القرن الثالث الميلادي في فترة الإمبراطورية الرومانية. |
|                                      | محمية إشكل الوطنية                                                                                          | ولاية بنزرت 37°10′N 9°40′E / 37.167°N 9.667°E | طبيعي           | 8     | 1980        | تشكّل بحيرة إشكل ومناطقها مكاناً حاضناً للعديد من الطيور المهاجرة، من بطّ وأوز ولقالق ونحام زهري وغيرها. كما أنها تحتوي على سلسلة من البحيرات التي امتدت قديماً عبر أفريقيا الشمالية. |
|                                      | مدينة كركوان البونيقية ومقبرتها                                                                             | ولاية نابل 36°56′47″N 11°05′57″E / 36.94639°N 11.09917°E | ثقافي           | 332   | 1985        | مدينة أثرية هجرت خلال الحرب البونيقية الأولى في سنة 250 قبل الميلاد تقريباً ولم يعد الرومان بناءها، وهي تتضمن الآثار الوحيدة لمدينة فينيقية بونيقية متبقية. |
|                                      | مدينة سوسة                                                                                                  | ولاية سوسة 35°50′N 10°38′E / 35.833°N 10.633°E | ثقافي           | 498   | 1988        | كانت تعد مرفأ تجارياً وعسكرياً هاماً في عهد الأغالبة. وكانت نشكل نظام دفاعي ساحلي بقصبتها وأسوارها ومدينتها القديمة والمسجد الكبير ورباطها النموذجي الذي يجمع بين عمله كقلعة وموقع ديني. |
|                                      | القيروان | ولاية القيروان 35°40′N 10°06′E / 35.667°N 10.100°E | ثقافي           | 499   | 1988        | نشأت عام 670 م في فترة حكم الأغالبة، ويتضمن تراثها المعماري المسجد الكبير بأعمدته المصنوعة من الرخام التقليدي والرخام السماقي ومسجد الأبواب الثلاثة الذي يعود إنشاؤه إلى القرن التاسع الميلادي. |
|                                      | دقة | ولاية باجة 36°25′20″N 9°13′6″E / 36.42222°N 9.21833°E | ثقافي           | 794   | 1997        | كانت تشكل مدينة دقّة عاصمة لدولة ليبية بونيقية وذلك قبل قيام الإمبراطورية الرومانية بضم نوميدية. كانت مزدهرة في فترة حكم الرومان والبيزنطيين. |
| سوريا (6 مواقع)                      | | |                 |       |             | |
|                                      | مدينة دمشق القديمة                                                                                          | محافظة دمشق 33°30′41″N 36°18′23″E / 33.51139°N 36.30639°E | ثقافي           | 20    | 1979        | مهددة بالخطر منذ العام 2013 |
|                                      | مدينة بصرى القديمة                                                                                          | محافظة درعا 32°31′5″N 36°28′54″E / 32.51806°N 36.48167°E | ثقافي           | 22    | 1980        | مهددة بالخطر منذ العام 2013 |
|                                      | موقع تدمر                                                                                                   | محافظة حمص 34°33′15″N 38°16′0″E / 34.55417°N 38.26667°E | ثقافي           | 23    | 1980        | مهددة بالخطر منذ العام 2013 |
|                                      | مدينة حلب القديمة                                                                                           | محافظة حلب 36°14′0″N 37°10′0″E / 36.23333°N 37.16667°E | ثقافي           | 21    | 1986        | مهددة بالخطر منذ العام 2013 |
|                                      | قلعة الفرسان (قلعة الحصن) وقلعة صلاح الدين                                                                  | محافظة حمص ومحافظة اللاذقية 34°46′54″N 36°15′47″E / 34.78167°N 36.26306°E | ثقافي           | 1229  | 2006        | مهددة بالخطر منذ العام 2013 |
|                                      | القرى القديمة في شمال سوريا                                                                                 | محافظة حلب 36°20′3″N 36°50′39″E / 36.33417°N 36.84417°E | ثقافي           | 1348  | 2011        | مهددة بالخطر منذ العام 2013 |
| عُمان (5 مواقع)                       | | |                 |       |             | |
|                                      | قلعة بهلاء                                                                                                  | المنطقة الداخلية 22°57′51″N 57°18′4″E / 22.96417°N 57.30111°E | ثقافي           | 433   | 1987        | يعود إنشاء القلعة إلى فترة بني نبهان التي كانت بين القرن الثاني عشر ونهاية القرن الخامس عشر. وهي تتميز بجدران وأبراج من الآجر الخام ومن أسس حجرية. |
|                                      | المواقع الأثرية في بات والخطم والعين                                                                        | محافظة الظاهرة 23°16′11″N 56°44′42″E / 23.26972°N 56.74500°E | ثقافي           | 434   | 1987        | تعتبر من المواقع الأثرية والتاريخية التي يعود تاريخها إلى القرن الثالث قبل الميلاد. هذه المواقع يطلق عليها مسمى مقابر خلية النحل. |
|                                      | أرض اللبان                                                                                                  | محافظة ظفار 18°15′12″N 53°38′51″E / 18.25333°N 53.64750°E | ثقافي           | 1010  | 2000        | تتواجد أشجار اللبان في وادي دوكة، وتتميز المنطقة بوجود آثار محيطة بها. حيث كانت تجارة اللبان مزدهرة خلال قرون عدة باعتبارها إحدى النشاطات التجارية في العالم القديم. |
|                                      | أنظمة الري (الأفلاج)                                                                                        | المنطقة الشرقية ومنطقة الباطنة 22°59′56″N 57°32′10″E / 22.99889°N 57.53611°E | ثقافي           | 1207  | 2006        | تمثل أنظمة الري الخمسة حوالي 3000 نظام ري تستعمل حتى الآن. ويعود أقدم بناء لها إلى حوالي 500 م، كما أن هناك أدلة أثرية تدل على أنها كانت موجودة منذ 2500 ق م. |
|                                      | قلهات | ولاية صور 22°42′N 59°22′E / 22.700°N 59.367°E | ثقافي           | 1537  | 2018        | مدينة قلهات تقع بولاية صور بمحافظة جنوب الشرقية، إحدى العواصم القديمة لعمان. |
| فلسطين (6 مواقع) (1)                 | | |                 |       |             | |
|                                      | مدينة القدس القديمة وأسوارها                                                                                | القدس 31°47′0″N 35°13′0″E / 31.78333°N 35.21667°E | ثقافي           | 148   | 1981        | مهددة بالخطر منذ العام 1982 |
|                                      | كنيسة المهد                                                                                                 | بيت لحم 31°42′15.50″N 35°12′27.50″E / 31.7043056°N 35.2076389°E | ثقافي           | 1433  | 2012        | يؤمن المسيحيون على أنها مكان ولادة يسوع المسيح. وبنيت عام 339 م. كما يشمل الموقع كنائس وأديرة يونانية ولاتينية وأرثوذكسية وفرنسيسكان وأرمن، وكذلك أجراسا وحدائق متنوعة. |
|                                      | مدرجات بتير                                                                                                 | بيت لحم 31°43′29″N 35°08′12″E / 31.72472°N 35.13667°E | ثقافي           | 1492  | 2014        | تم إدراج الموقع تحت عنوان "فلسطين: أرض الزيتون والكروم - موقع ثقافي من جنوب القدس، بتير"، كما أدرج ضمن المواقع المهددة بالخطر حال تسجيله. |
|                                      | مدينة الخليل القديمة                                                                                        | الخليل 31°31′30″N 35°06′30″E / 31.52500°N 35.10833°E | ثقافي           | 1565  | 2017        | مُهددة بالخطر منذ 2017. |
|                                      | أريحا القديمة/ تل السلطان                                                                                   | قصر هشام/ خربة المفجر 31°52′56″N 35°27′35″E / 31.88222°N 35.45972°E تل السلطان 31°52′10″N 35°25′40″E / 31.86944°N 35.42778°E دير قرنطل 31°52′27″N 35°26′02″E / 31.87417°N 35.43389°E | ثقافي (iii)(iv) | 1687  | 2023        | [ 80 ] |
|                                      | دير القديس هيلاريون (تل أم عامر)                                                                            | محافظة دير البلح 31°27′N 34°22′E / 31.450°N 34.367°E | ثقافي           | 1749  | 2024        | [ 81 ] [ 82 ] |
| قطر (موقع واحد)                      | | |                 |       |             | |
|                                      | قلعة الزبارة                                                                                                | بلدية الشمال 25°58′41″N 51°1′47″E / 25.97806°N 51.02972°E | ثقافي           | 1402  | 2013        | شُيّدت القلعة عام 1938 في موقع مدينة أثرية كانت مركزاً للتجارة في أواخر القرن الثامن عشر وبداية التاسع عشر الميلادي. حُوّلت القلعة إلى متحف به مقتنيات أثريّة من محيط المدينة. |
| لبنان (5 مواقع)                      | | |                 |       |             | |
|                                      | عنجر | محافظة البقاع 33°43′33″N 35°55′47″E / 33.72583°N 35.92972°E | ثقافي           | 293   | 1984        | يعود بناء مدينة عنجر إلى أوائل القرن الثامن وذلك في عهد الخليفة وليد الأول. وهي تعتبر الشاهد الوحيد على تخطيط المدن عند الأمويين. |
|                                      | بعلبك | محافظة البقاع 34°0′25″N 36°12′18″E / 34.00694°N 36.20500°E | ثقافي           | 294   | 1984        | عُرفت المدينة حينما كانت العبادة للثالوث الإلهي، بمدينة الشمس في العصر الهيلنستي. وحافظت على دورها الديني. كما أنها تعتبر من أهم آثار الهندسة الرومانيّة الإمبراطورية. |
|                                      | جبيل | محافظة جبل لبنان 34°7′9″N 35°38′51″E / 34.11917°N 35.64750°E | ثقافي           | 295   | 1984        | جبيل هي إحدى أقدم المدن اللبنانية التي باتت مأهولة بالسكان منذ العصر النيوليتي. كما ترتبط جبيل ارتباطًا وثيقًا بتاريخ انتشار الأبجديّة الفينيقيّة. |
|                                      | صور | محافظة الجنوب 33°16′15″N 35°11′46″E / 33.27083°N 35.19611°E | ثقافي           | 299   | 1984        | كانت تعتبر المدينة الفينيقيّة الكبرى، ومؤسسة المدن المزدهرة كقادش وقرطاج. فقدت صور دورها التاريخي في نهاية الحروب الصليبية. وهي تضم آثار تاريخيّة تعود إلى العهد الروماني. |
|                                      | وادي قاديشا أو الوادي المقدس وحرش أرز الرّب                                                                  | محافظة الشمال 34°14′36″N 36°2′56″E / 34.24333°N 36.04889°E | ثقافي           | 850   | 1998        | وادي قاديشا يعتبر من أهمّ مواقع التأسيس المسيحي، حيث أن دور الرهبان القديمة تتوسط منطقة طبيعية فيها. بالقرب منها توجد آثار غابة الأرز التي كانت تستخدم في بناء العمارات الدينيّة. |
| ليبيا (5 مواقع)                      | | |                 |       |             | |
|                                      | موقع لبدة الأثري (لبتس ماغنا) (لبدة الكبرى)                                                                 | الخمس 32°38′21″N 14°17′26″E / 32.63917°N 14.29056°E | ثقافي           | 183   | 1982        | في عهد الإمبراطورية الرومانية عمل سيبتيموس سيفيروس على جعل لبدة مدينة حضارية بعد أن طورها، حيث تتميز بنصبها العامة الكبيرة ومرفئها الاصطناعي وسوقها ومخازنها ومحترفاتها وأحيائها السكنية. |
|                                      | موقع صبراتة الأثري                                                                                          | شعبية الزاوية 32°47′32″N 12°29′3″E / 32.79222°N 12.48417°E | ثقافي           | 184   | 1982        | كانت تعتبر صبراتة مركز تجاري فينيقي لمرور منتجات أفريقيا الداخلية، كما أنها شكلت جزءًا من المملكة النوميدية الزائلة في ماسّينيسّا قبل أن تتحول إلى رومانية وأعيد بناؤها في القرنين الثاني والثالث. |
|                                      | موقع شحات (قورينة) الأثري                                                                                   | شعبية الجبل الأخضر 32°49′N 21°51′E / 32.817°N 21.850°E | ثقافي           | 190   | 1982        | كانت مستعمرة للإغريق في جزيرة ثيرا وإحدى مدن العالم الهلّيني الأساسية. تحولت إلى مدينة رومانية وظلت عاصمة كبيرة حتى زلزال عام 365 م. بها آثار تعود إلى أكثر من ألف عام. |
|                                      | مواقع تادرارت أكاكوس الصخرية                                                                                | فزان 24°50′N 10°20′E / 24.833°N 10.333°E | ثقافي           | 287   | 1985        | عبارة عن مرتفع صخري به آلاف الرسوم الصخرية المختلفة تمثل أشكال حيوانية ونباتية وأساليب الحياة في فترات مختلفة، يعود أقدمها إلى 21 ألف عام ق. م. تقريبًا، ويقدر أحدثها بأنه يعود إلى القرن الأول ميلادي. |
|                                      | مدينة غدامس القديمة                                                                                         | شعبية نالوت 30°8′N 9°30′E / 30.133°N 9.500°E | ثقافي           | 362   | 1986        | تتميز عمارتها للمنازل، حيث أنها تحتوي على مختلف الطبقات فهناك الطبقة الأرضية لتخزين المؤونة والطبقة العائلية التي تشرف على ممرات مسقوفة مموهة وشرفات مكشوفة مخصصة للنساء. |
| مصر (7 مواقع)                        | | |                 |       |             | |
|                                      | أبو مينا | محافظة الإسكندرية 30°50′28″N 29°39′47″E / 30.840980°N 29.663117°E | ثقافي           | 90    | 1979        | مهددة بالخطر منذ العام 2001 |
|                                      | مدينة طيبة القديمة ومقبرتها                                                                                 | محافظة الأقصر 25°43′14″N 32°36′37″E / 25.72056°N 32.61028°E | ثقافي           | 87    | 1979        | مدينة متحفية فرعونية قديمة بمصر العليا، وإحدى عواصم مصر القديمة إبان المملكتين الوسطى والحديثة أيام قدماء المصريين. يوجد بها حوالي 14 من أهم المعابد المصرية، حاليا يطلق عليها الأقصر. |
|                                      | القاهرة الإسلاميّة                                                                                           | محافظة القاهرة 30°02′45.61″N 31°15′45.78″E / 30.0460028°N 31.2627167°E | ثقافي           | 89    | 1979        | تأسست القاهرة الإسلاميّة في القرن العاشر الميلادي، وتعتبر إحدى أقدم المدن الإسلاميّة بما تحتويه من جوامع ومدارس وحمامات وينابيع. وقد بلغت عصرها الذهبي في القرن الرابع عشر. |
|                                      | ممفيس ومقبرتها، منطقة الأهرام من الجيزة إلى دهشور                                                           | محافظة الجيزة 29°58′34″N 31°07′58″E / 29.97611°N 31.13278°E | ثقافي           | 86    | 1979        | موقع يتميز بوجود قبور صخرية ومصطبات ومعابد وأهرام. ويعتبر الموقع أحد عجائب الدنيا السبع. |
|                                      | معالم النوبة من أبو سمبل إلى فيلة                                                                           | محافظة أسوان 22°20′13″N 31°37′32″E / 22.33694°N 31.62556°E | ثقافي           | 88    | 1979        | توجد بالمنطقة الأثرية معالم مميزة مثل معبد رمسيس الثاني في أبو سمبل ودار عبادة إيزيس في جزيرة فيلة، لاحقاً تم الحفاظ على الموقع من خلال إنشاء سد أسوان. |
|                                      | منطقة القديسة كاترين                                                                                        | محافظة جنوب سيناء 28°33′20″N 33°58′34″E / 28.55556°N 33.97611°E | ثقافي           | 954   | 2002        | يعود تأسيس الدير إلى القرن السادس. حيث أن جدرانه ومبانيه أنشئت على أسلوب العمارة البيزنطية. كما يضم عدد من مخطوطات وأيقونات مسيحية قديمة. وهو يقع في منطقة جبلية تضمّ العديد من المواقع التراثية. |
|                                      | وادي الحيتان                                                                                                | محافظة الفيوم 29°16′15″N 30°02′38″E / 29.27083°N 30.04389°E | طبيعي           | 1186  | 2005        | يقع الوادي في صحراء مصر الغربية ويتضمّن بقايا أحفورية متحجّرة عن فصيلة الحيتان القديمة والمنقرضة. وهي تمثل تطور الحيتان من ثدييات برية إلى بحرية. |
| موريتانيا (موقعان)                   | | |                 |       |             | |
|                                      | المنتزه الوطني بانك دارغوين                                                                                 | نواذيبو 20°14′05″N 16°06′32″E / 20.23472°N 16.10889°E | طبيعي           | 506   | 1989        | يتألَّف المنتزه من تلالٍ رمليّةٍ ومناطقَ ساحليّةٍ مستنقعيّة وجزر صغيرة ومياه غير عميقة. ويحتضن الطيور المهاجرة في الشتاء. توجد به عدّة أنواع من السلاحف، والدلافين التي يستعملها الصيادون لتوجيه مسار الأسماك. |
|                                      | قصور وادان وشنقيط وتيشيت وولاتة القديمة                                                                     | وادان وشنقيط وتيشيت وولاتة 20°55′N 11°37′E / 20.917°N 11.617°E | ثقافي           | 750   | 1996        | يعود تأسيسها إلى القرنين الحادي عشر والثاني عشر، وهي تتميز بوجود العديد من المواقع فكل منزل فيها يحتوي على صحن دار وهي متقاربة تتميز بأزقتها الضيقة، تحيط بمسجد له مئذنة مربّعة. |